# 국도 제34호선 (인도)
국도 제34호선(National Highway 34, NH34)은 우타라칸드주의 간고트리에서 마디아프라데시주의 라크나돈까지 이어주는 총 연장 1,426km의 거리를 가진 인도의 일반 국도이다. 그래서 이 도로가 우타르프라데시주를 건너게 되는 특이한 도로망을 가지고 있다.

## 교차로
- 국도 제134호선 : 1번째 교차로 - 다라스
- 국도 제44호선 : 종점 근처 - 라크나돈

## 여담
예전에 존재하였던 같은 번호를 가진 구 34번 국도(NH 34)가 현재의 국도 제12호선(NH 12)인 것으로 드러나고 있다. 그래서 이 국도와 12번 국도는 별개의 노선이 성립되는 것으로 봐야 한다. 